# 膨果景天
膨果景天（学名：Sedum raymondii）为景天科景天属的植物，为中国的特有植物。分布在中国大陆的云南等地，生长于海拔3,200米至4,300米的地区，一般生于山坡及路边岩石上，目前尚未由人工引种栽培。